# Thomas B. Schumann
Thomas B. Schumann (geboren 6. Februar 1950 in Köln) ist ein deutscher Literaturwissenschaftler und Herausgeber.

## Leben
Thomas B. Schumann arbeitete zunächst als Buchhändler. Er begann journalistisch zu arbeiten und platzierte Beiträge in überregionalen Zeitungen wie Die Zeit, Frankfurter Allgemeine Zeitung und Neue Zürcher Zeitung. Er studierte Germanistik und Geschichte in Bonn, Köln und München.
Angeregt durch eine Begegnung mit Katja Mann begann er sich für die Literatur und die Kunst des deutschsprachigen Exils zu interessieren und traf sich dafür mit Autoren wie Günther Anders, Elias Canetti, Hilde Domin, Kurt Hiller, Irmgard Keun, Walter Mehring, Hans Sahl, Albert Vigoleis Thelen und Armin T. Wegner. Schumann legte eine private Sammlung von Literatur und Werken bildender Künstler aus dem Exil an.
1991 gründete er die »Gesellschaft zur Förderung vergessener und exilierter Literatur« und 1994 den Verlag »Edition Memoria«. Er edierte unter anderem Werke von Ernst Blass und Anita Daniel.
Für seine Arbeit erhielt er 2017 den Hermann-Kesten-Preis des PEN-Zentrums Deutschland und 2020 den Literaturtaler des Landes Nordrhein-Westfalen.

## Schriften (Auswahl)

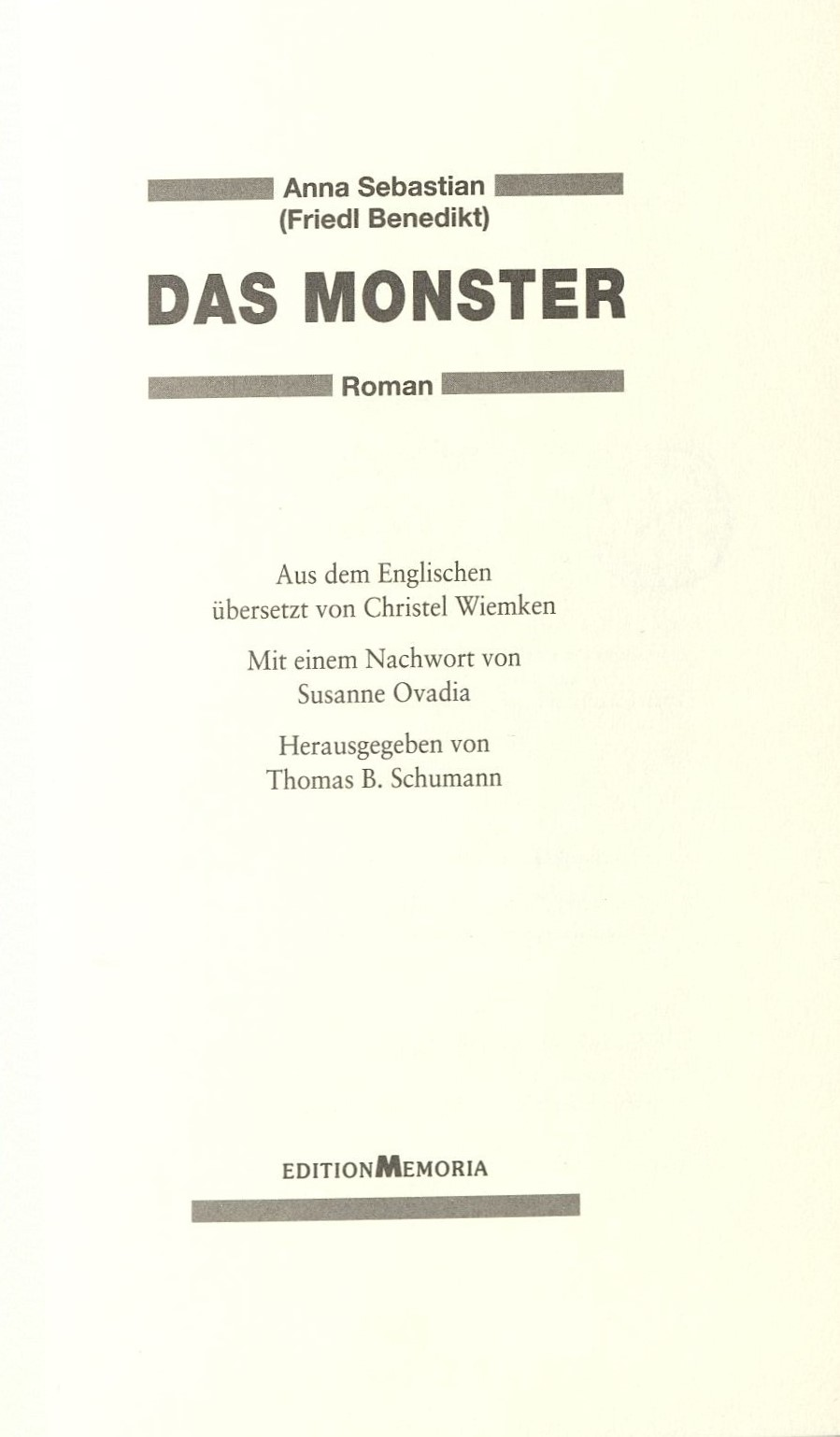
Herausgeber von Anna Sebastian in der EditionMemoria (2004)

- Hans Bütow. Einleitung Fritz Sänger. Hamburg: Christians, 1974
- Geschichte des „Neuen Clubs“ in Berlin als wichtigster Anreger des literarischen Expressionismus. Eine Dokumentation. In: EMUNA. Horizonte zur Diskussion über Israel und das Judentum. 9, 1974, S. 55–70
- Plädoyers gegen das Vergessen : Hinweise zu einer alternativen Literaturgeschichte. Porträts und Aufsätze über vergessene oder unbekannte Autoren und Bücher des 20. Jahrhunderts. Berlin: Verlag Europäische Ideen, 1979
- Asphaltliteratur. Berlin: Guhl, 1983
- Entdeckungen. Ausgewählte Nachworte, Aufsätze und Rezensionen zur Literatur des 19. und 20. Jahrhunderts. Duisburg: Gilles & Francke, 1984
- Anita Daniel: Mondän ist nicht mehr modern : Feuilletons über die Mode, die Kunst und das Leben : Texte aus "Die Dame", "Uhu", "Aufbau", und Büchern. Hrsg. Katja Behling, Thomas B. Schumann. Hürth: Edition Memoria, 2021

Ausstellungskataloge
- Vor dem Krieg, auf der Flucht, nach dem Frieden : deutsche Künstler im Exil ; Werke aus der Sammlung Memoria Thomas B. Schumann. Schloss Cappenberg, 20. Mai – 16. September 2012. Bönen: Kettler, 2012
- (Hrsg.): Deutsche Künstler im Exil 1933–1945 : Werke aus der Sammlung Memoria Thomas B. Schumann. Mit Beiträgen von Mario Adorf, Herta Müller, Olaf Peters und Georg Stefan Troller. Städtische Wessenberg-Galerie Konstanz, 09.04.2016–19.06.2016. Hürth bei Köln: Edition Memoria, 2016
- Nach Norden: deutsche Künstlerinnen und Künstler im skandinavischen Exil : Werke aus der Sammlung Memoria Thomas B. Schumann. Haus Opherdicke, 08.03.2020–09.08.2020, Holzwickede. Hrsg. Sally Müller, Arne Reimann, Thomas B. Schumann. Dortmund: Verlag Kettler, 2020